# Droga N305 (Holandia)
Droga prowincjonalna N305 (nid. Provinciale weg 305) – droga prowincjonalna w Holandii, w prowincji Flevoland. Przebiega od węzła z autostradą A6 w Almere do ronda łączącego ją z drogą N307 w Dronten.